# Шереф Ероглу
Шереф Ероглу (тур. Şeref Eroğlu; нар. 21 листопада 1975, Кахраманмараш) — турецький борець греко-римського стилю, переможець, срібний та бронзовий призер чемпіонатів світу, шестиразовий переможець, срібний та бронзовий призер чемпіонатів Європи, переможець та срібний призер Кубків світу, учасник чотирьох Олімпійських ігор, срібний олімпійський призер.

## Біографія
Боротьбою почав займатися з 1988 року. Чемпіон світу серед кадетів 1990 року та срібний призер 1991 року. Був чемпіоном світу серед юніорів 1991 року та бронзовим призером 1992 року. Чемпіон світу серед молоді 1995 року та бронзовий призер 1993 року. У 1994 став чемпіоном Європи серед молоді.
Виступав за клуби «Sekerspor» Конья і «İstanbul BB» Стамбул. Тренер Ердоган Кока.

## Спортивні результати на міжнародних змаганнях

### Виступи на Олімпіадах
| Змагання                    | Збірна    | Вагова категорія                 | Місце  |
| --------------------------- | --------- | -------------------------------- | ------ |
| Літні Олімпійські ігри 1996 | Туреччина | греко-римська боротьба, до 57 кг | 17     |
| Літні Олімпійські ігри 2000 | Туреччина | греко-римська боротьба, до 63 кг | 10     |
| Літні Олімпійські ігри 2004 | Туреччина | греко-римська боротьба, до 66 кг | Срібло |
| Літні Олімпійські ігри 2008 | Туреччина | греко-римська боротьба, до 66 кг | 17     |

### Виступи на Чемпіонатах світу
| Змагання                        | Збірна    | Вагова категорія                 | Місце  |
| ------------------------------- | --------- | -------------------------------- | ------ |
| Чемпіонат світу з боротьби 1994 | Туреччина | греко-римська боротьба, до 57 кг | 5      |
| Чемпіонат світу з боротьби 1995 | Туреччина | греко-римська боротьба, до 57 кг | 14     |
| Чемпіонат світу з боротьби 1997 | Туреччина | греко-римська боротьба, до 63 кг | Золото |
| Чемпіонат світу з боротьби 1998 | Туреччина | греко-римська боротьба, до 63 кг | Срібло |
| Чемпіонат світу з боротьби 1999 | Туреччина | греко-римська боротьба, до 63 кг | Срібло |
| Чемпіонат світу з боротьби 2001 | Туреччина | греко-римська боротьба, до 63 кг | 16     |
| Чемпіонат світу з боротьби 2002 | Туреччина | греко-римська боротьба, до 66 кг | 11     |
| Чемпіонат світу з боротьби 2003 | Туреччина | греко-римська боротьба, до 66 кг | 5      |
| Чемпіонат світу з боротьби 2005 | Туреччина | греко-римська боротьба, до 66 кг | 22     |
| Чемпіонат світу з боротьби 2006 | Туреччина | греко-римська боротьба, до 66 кг | 5      |
| Чемпіонат світу з боротьби 2007 | Туреччина | греко-римська боротьба, до 66 кг | 19     |

### Виступи на Чемпіонатах Європи
| Змагання                         | Збірна    | Вагова категорія                 | Місце  |
| -------------------------------- | --------- | -------------------------------- | ------ |
| Чемпіонат Європи з боротьби 1994 | Туреччина | греко-римська боротьба, до 57 кг | Золото |
| Чемпіонат Європи з боротьби 1996 | Туреччина | греко-римська боротьба, до 57 кг | Золото |
| Чемпіонат Європи з боротьби 1997 | Туреччина | греко-римська боротьба, до 63 кг | Срібло |
| Чемпіонат Європи з боротьби 1998 | Туреччина | греко-римська боротьба, до 63 кг | Золото |
| Чемпіонат Європи з боротьби 1999 | Туреччина | греко-римська боротьба, до 63 кг | Бронза |
| Чемпіонат Європи з боротьби 2001 | Туреччина | греко-римська боротьба, до 63 кг | Золото |
| Чемпіонат Європи з боротьби 2002 | Туреччина | греко-римська боротьба, до 66 кг | Золото |
| Чемпіонат Європи з боротьби 2003 | Туреччина | греко-римська боротьба, до 66 кг | Золото |
| Чемпіонат Європи з боротьби 2005 | Туреччина | греко-римська боротьба, до 66 кг | 17     |
| Чемпіонат Європи з боротьби 2006 | Туреччина | греко-римська боротьба, до 66 кг | Бронза |
| Чемпіонат Європи з боротьби 2008 | Туреччина | греко-римська боротьба, до 66 кг | 10     |

### Виступи на Кубках світу
| Змагання                    | Збірна    | Вагова категорія                 | Місце  |
| --------------------------- | --------- | -------------------------------- | ------ |
| Кубок світу з боротьби 2001 | Туреччина | греко-римська боротьба, до 63 кг | Золото |
| Кубок світу з боротьби 2006 | Туреччина | греко-римська боротьба, до 66 кг | 4      |
| Кубок світу з боротьби 2007 | Туреччина | греко-римська боротьба, до 66 кг | Срібло |

### Виступи на інших змаганнях
| Змагання                                                         | Збірна    | Вагова категорія                 | Місце  |
| ---------------------------------------------------------------- | --------- | -------------------------------- | ------ |
| Середземноморські ігри 1993                                      | Туреччина | греко-римська боротьба, до 57 кг | Бронза |
| Гран-прі Німеччини з боротьби 1995                               | Туреччина | греко-римська боротьба, до 62 кг | Золото |
| Тестовий турнір FILA 1998                                        | Туреччина | греко-римська боротьба, до 63 кг | Срібло |
| Чемпіонат світу з боротьби серед студентів 1998                  | Туреччина | греко-римська боротьба, до 63 кг | Золото |
| Чемпіонат світу з боротьби серед військовослужбовців 2000        | Туреччина | греко-римська боротьба, до 63 кг | Золото |
| Гран-прі Німеччини з боротьби 2002                               | Туреччина | греко-римська боротьба, до 66 кг | Бронза |
| Гран-прі Німеччини з боротьби 2004                               | Туреччина | греко-римська боротьба, до 66 кг | 6      |
| Гран-прі Німеччини з боротьби 2005                               | Туреччина | греко-римська боротьба, до 66 кг | 8      |
| Олімпійський кваліфікаційний турнір з боротьби 2008 (Роме-Остія) | Туреччина | греко-римська боротьба, до 66 кг | 12     |
| Олімпійський кваліфікаційний турнір з боротьби 2008 (Новий Сад)  | Туреччина | греко-римська боротьба, до 66 кг | Золото |
| Турнір Дана Колова — Николи Петрова 2008                         | Туреччина | греко-римська боротьба, до 66 кг | Срібло |

### Виступи на змаганнях молодших вікових груп
| Змагання                                      | Збірна    | Вагова категорія                 | Місце  |
| --------------------------------------------- | --------- | -------------------------------- | ------ |
| Чемпіонат світу з боротьби серед кадетів 1990 | Туреччина | греко-римська боротьба, до 40 кг | Золото |
| Чемпіонат світу з боротьби серед кадетів 1991 | Туреччина | греко-римська боротьба, до 47 кг | Срібло |
| Чемпіонат світу з боротьби серед юніорів 1991 | Туреччина | греко-римська боротьба, до 46 кг | Бронза |
| Чемпіонат світу з боротьби серед юніорів 1992 | Туреччина | греко-римська боротьба, до 54 кг | Золото |
| Кубок світу з боротьби серед молоді 1992      | Туреччина | греко-римська боротьба, до 52 кг | 6      |
| Кубок світу з боротьби серед молоді 1992      | Туреччина | греко-римська боротьба, до 57 кг | 4      |
| Чемпіонат Європи з боротьби серед молоді 1992 | Туреччина | греко-римська боротьба, до 57 кг | 5      |
| Чемпіонат світу з боротьби серед молоді 1993  | Туреччина | греко-римська боротьба, до 57 кг | Бронза |
| Чемпіонат Європи з боротьби серед молоді 1994 | Туреччина | греко-римська боротьба, до 57 кг | Золото |
| Чемпіонат світу з боротьби серед молоді 1995  | Туреччина | греко-римська боротьба, до 62 кг | Золото |